# Kefessija

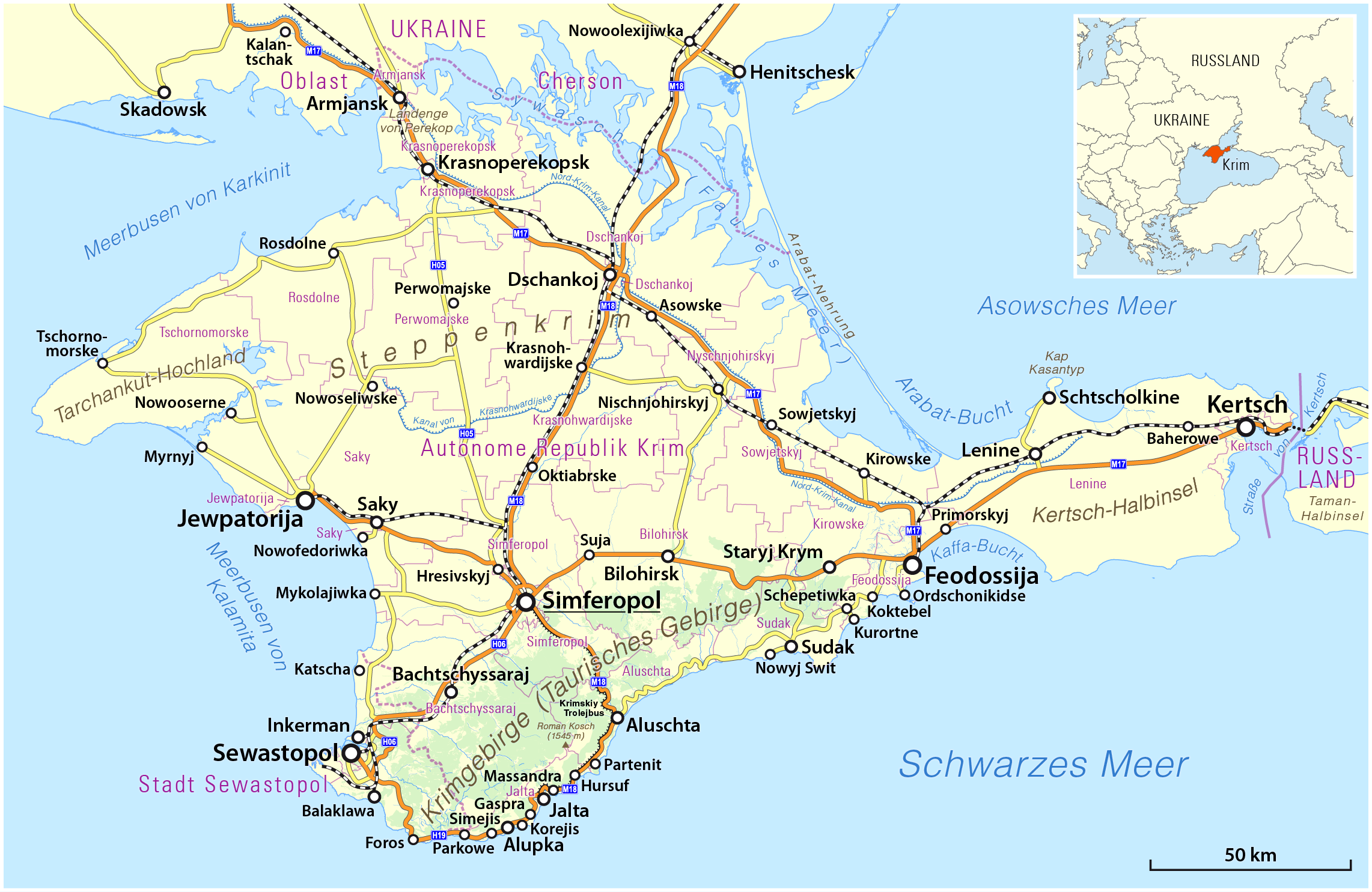
Karte der Krim mit Sudak

Kefessija (ukrainisch Кефесія, englisch Kefessiya; russisch Кефесия) ist eine alte ertragreiche autochthone Rotweinrebe aus der südlichen Sudak-Feodossija-Region der Halbinsel Krim, ist spät reifend und wird für die Herstellung von Likörweinen und Dessertweinen verwendet. Die Weinsorte wird manchmal mit der Rotweinrebe Ekim Kara (Schwarzer Doktor) verwechselt, da ein Synonym für Kefessija auch Doktorsky Chernyi (Schwarzer Doktor) bedeutet. 
Nach biologischen Eigenschaften und morphologischen Merkmalen gehört Kefessija zur ökologischen und geografischen Gruppe der orientalischen Weinreben. Die Weinsorte wächst im geschützten Tallagen auf Kies- und Kalkschieferböden und an Weinhängen auf lehmig-kiesigen Böden. Der Name der Sorte leitet sich vom historischen krimtatarischen Namen Feodossija–Kefe ab, wo diese Sorte erstmals kultiviert wurde.

## Der Name
Der Name der Sorte lässt vermuten, dass sie ursprünglich in der Nähe von Feodossija vorkam, woher sie den Namen Kephesia erhielt, was ins Russische übersetzt „Feodosianer“  bedeutet (Feodossija – „Kafa“ oder „Kefe“).

## Ampelografische Sortenmerkmale
Die Beschreibung wurde in der ampelografischen Sammlung des All-Union Scientific Research Institute of Winemaking and Viticulture „Magarach“ (Jalta) zusammengestellt.

### Anbau

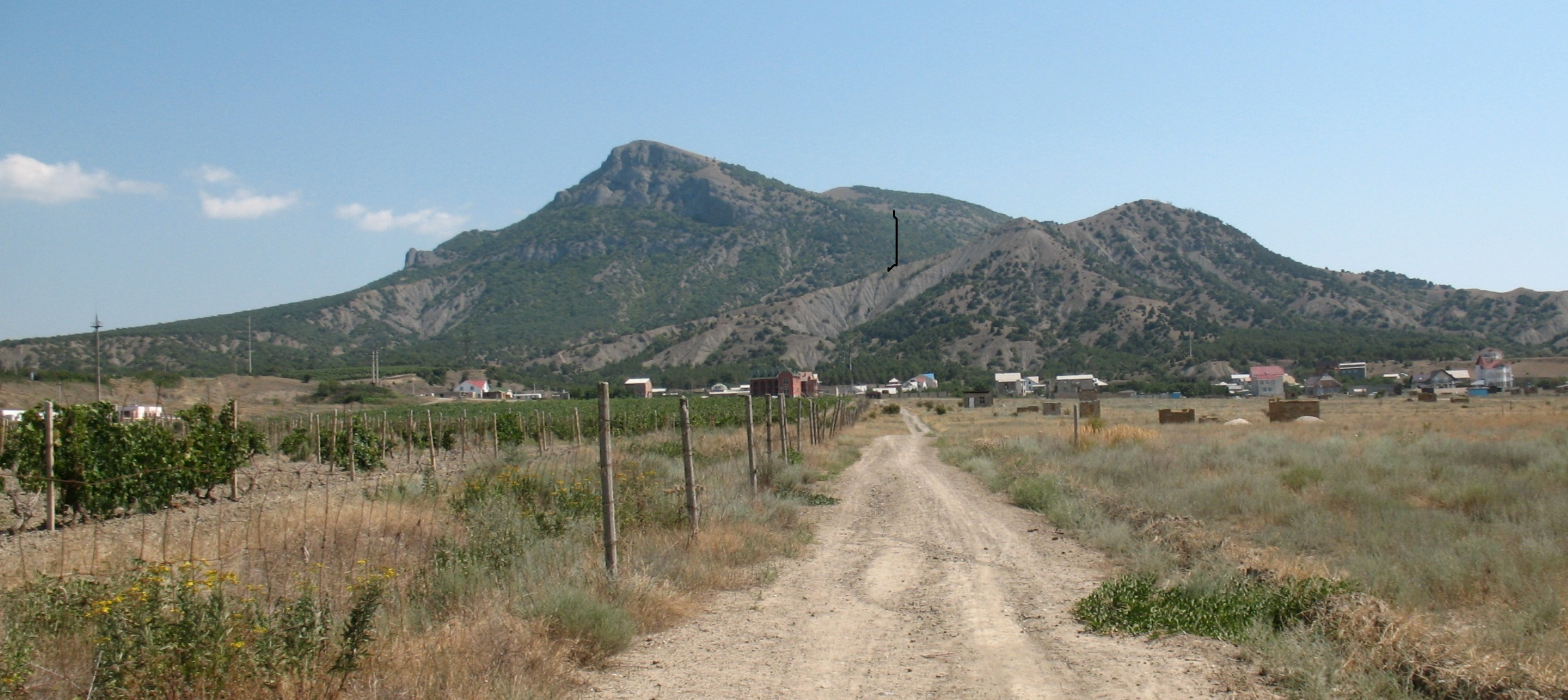
Weinanbaugebiet Berg Ai-Georgiy (Ай-Георгий) (Manjil), Sudak

Ab 1928 wurden die wurzelechten Reben auf schiefer-lehmigen Böden gepflanzt. Die Pflanzung liegt an einem kleinen Südhang, auf einer Höhe von 70 bis 80 Metern über dem Meeresspiegel. Der Anbau erfolgt in Reihenpflanzung mit einem Abstand von 1,07 × 1,07 Metern.

### Das Blatt
Die Blätter sind rund (Durchmesser 18 Zentimeter), drei- bis fünflappig, leicht eingekerbt, manchmal fast ganzrandig. Die Blattspreite ist leicht trichterförmig, seltener gefurcht, mit nach unten gerichteten Kanten. Die Oberfläche des Blattes ist netzartig faltig, in den Blättern der unteren Schicht fein blasig, oben kahl, dunkelgrün, unten ebenfalls kahl, hellgrün, leicht rau mit vereinzelten mikroskopisch kleinen harten Härchen entlang der Adern. Die Hauptadern sind hellgrün und nur an der Basis rosa gefärbt. Die oberen Kerben sind klein, offen, kaum umrissen oder in Form von vertieften Ecken. Die unteren Kerben sind klein, offen, kaum umrissen und fehlen manchmal vollständig. Die Zähne an den Enden der Klingen sind dreieckig, mit leicht nach außen gewölbte (konvexe) Seiten. Die Zähne am Rand sind ziemlich groß, dreieckig oder sägezahnförmig mit leicht konvexen Seiten. Die Blattspreite ist nicht kurz weichhaarig. Der Blattstiel ist kürzer als die Mittelrippe und rotviolett gefärbt. 

### Die Blüte
Der Blütentyp ist funktionell weiblich. Es gibt fünf oder sechs Staubblätter. Das Verhältnis der Länge der Staubfäden zur Länge des Stempels beträgt 0,5 Millimeter. Die Narbe ist mittelgroß und recht gut entwickelt und hellgrün gefärbt, leicht gerippt, der Griffel ist kurz. 

### Die Traube
Die Traubenbüschel sind groß (18 bis 21 Zentimeter lang und 10 bis 17 Zentimeter breit), breit konisch, dicht und sitzen an der Basis auf einem verholzten Stiel. Es gibt gegabelte oder doppelte Trauben. Die Gabelung in solchen Büscheln erfolgt an der Basis des Ansatzes des Stängels am Spross. Der Stiel der Traube (5 bis 7 Zentimeter lang) ist hellgrün mit violettem Schimmer, auf der Sonnenseite ist er oft violett gefärbt. Der Kamm ist ziemlich langlebig. Der Stiel der Beere ist grün. 

### Die Traubenbeere

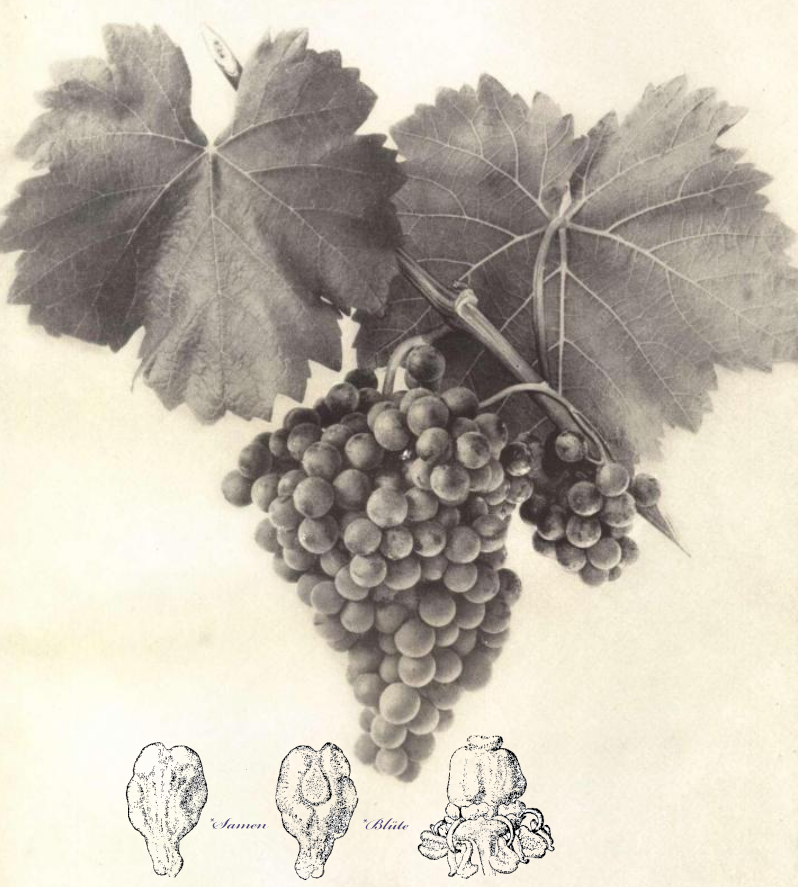
Kafessija Weinrebe mit Samen und Blüte von Alexander Alexandrowitsch Iwanow (Winzer) (1870–1946)

Die Beeren sind mittelgroß (12 bis 16 Millimeter lang, 13 bis 16 Millimeter breit), rund, manchmal abgeflacht, dunkelblau, mit einer dicken wachsartigen Beschichtung. Die Haut ist rau, säuerlich, aber ziemlich haltbar. Die Samen sind gut vom Fruchtfleisch getrennt. Das Fruchtfleisch ist saftig, locker und hat einen einfachen Geschmack. Der Saft ist farblos. Eine Beere enthält ein bis vier Samen, normalerweise zwei. Die Samen sind mittelgroß (5 bis 6,5 Millimeter lang, 3 bis 4 Millimeter breit), rund und braun. 

## Wachstumsphase
Kefessija ist eine spät reifende Sorte. Unter den Bedingungen der Südküste der Krim beträgt die Dauer der Vegetationsperiode – vom Beginn der Knospenbildung bis zum Laubfall 208 bis 213 Tage, wobei die Summe der aktiven Temperaturen 38,6 bis 42,6 Grad Celsius beträgt. Die Knospen blühen normalerweise in der zweiten und dritten Aprildekade, mit einigen Abweichungen in manchen Jahren, und der vollständige Laubfall endet recht früh, Mitte November. Die Beeren beginnen am häufigsten in der zweiten Augusthälfte zu reifen und ihre volle Reife findet in der zweiten und dritten Septemberdekade statt. Zu diesem Zeitpunkt beträgt der Zuckergehalt der Beeren 17,7 bis 22,5 Prozent, der Säuregehalt 5,4 bis 6 Prozent. 

### Der Reifegrad der Rebe
Unter den guten klimatischen Bedingungen reift die Rebe gut. Bis Ende September sind die einjährigen Triebe zu 80 bis 85 Prozent ausgereift, zu Beginn des Laubfalls sind es 90 bis 95 Prozent und nur die Triebspitzen sind grün. 

### Wachstum
An der Südküste ist das Traubenwachstum überdurchschnittlich stark. Die durchschnittliche Länge eines einjährigen Triebs beträgt 1,7 Meter. 

### Produktivität
Auf der Krim beginnt Kefessija im zweiten Jahr nach der Pflanzung erstmals Früchte zu tragen und bringt im vierten Jahr eine volle Ernte. Die Produktivität ist hoch. Der Ertrag aus Rebe wurde über mehrere Jahre hinweg erzielt: bei einer becherförmigen Formation 972 bis 1566 Gramm, bei einer einseitigen Formation mit einer Fruchteinheit 172 bis 2787 Gramm. Das durchschnittliche Gewicht einer Traube liegt zwischen 223 und 323 Gramm. Auch der Fruchtkoeffizient ist recht hoch: bei becherförmiger Formation 0,52 (an 10 Trieben von 5,2 Trauben) bis 0,93 (an 10 Trieben von 9,3 Trauben), bei ein- oder zweiseitiger Formation mit einem oder zwei Fruchtgliedern 0,9 (an 10 Trieben von 9 Trauben) bis 1,5 (an 10 Trieben von 15 Trauben). Experimente am Magarach Research Institute (Jalta) haben ergeben, dass Kefessija in ein- und doppelseitigen Formationen mit einem oder zwei Fruchtverbindungen einen deutlich höheren Ertrag bringt als in becherförmigen Formationen. Den Probedaten zufolge betrug der durchschnittliche Ertrag pro Rebe bei ein- und zweiseitigen Formationen 2420 Gramm und bei becherförmigen 1350 Gramm. Die Weinbeere trocknet an der Rebe ohne zu verschimmeln und ist resistent gegen Dürre. Kefessija muss durch männliche Pollen bestäubt werden, da die Blüte weiblich ist. Für die Bestäubung von Kefessija findet insbesondere die Sorten Saperavi und Dschewat Kara Anwendung.

### Krankheiten

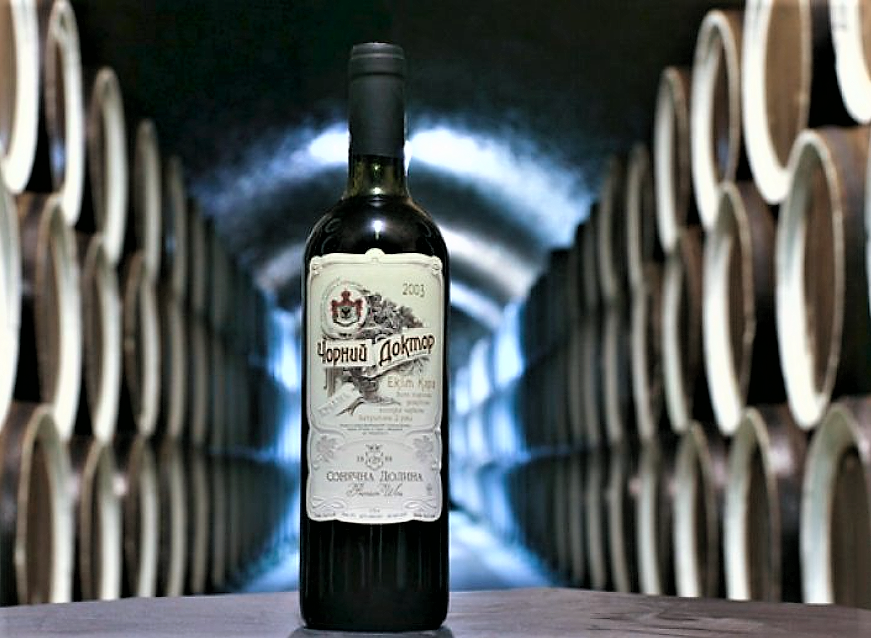
Eine Flasche «Чорний доктор – Екім-Кара» – „Schwarzer Doktor“, Jahrgang 2003

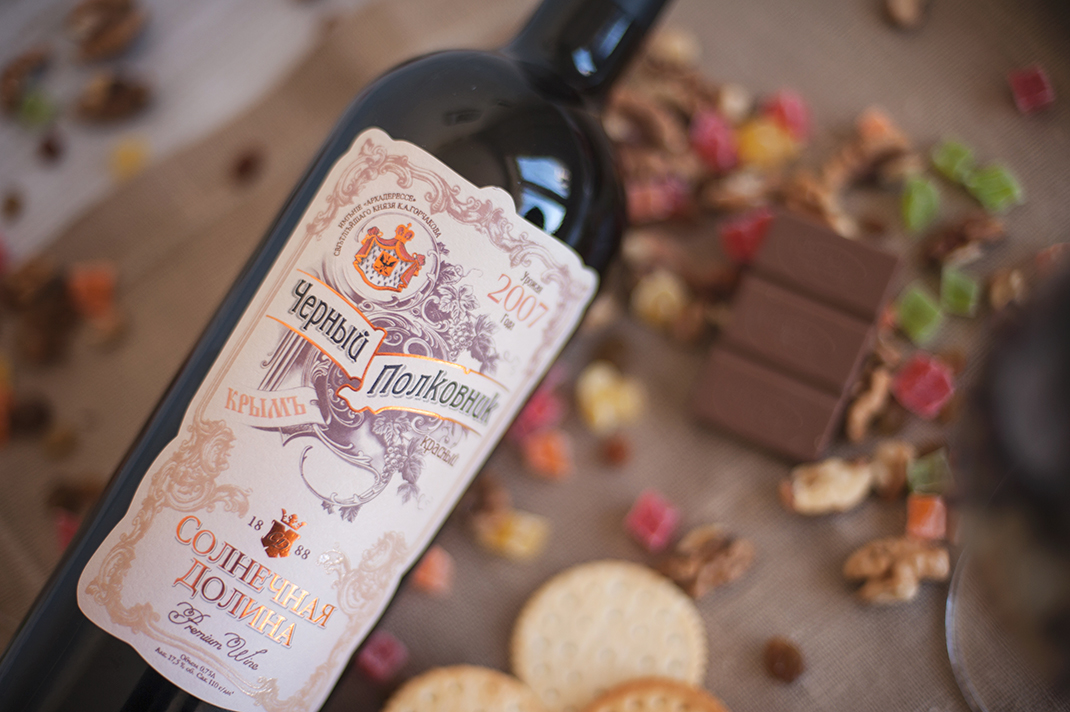
Schwarzer Oberst (Чорний полковник)

Die spätreifende Rebe ist anfällig für Echten und Falschen Mehltau.

## Das Produkt
Kefessija wird durch Mischung (Cuvée), mit den gleichfalls autochthonen Rebsorten Ekim Kara und Dschewat Kara, zur Herstellung der besonderen Likörweine Schwarzen Doktor und Schwarzen Oberst verwendet.

### Die Weinherstellung
Ende des 19. Jahrhunderts wurde Kefessija für die Herstellung von Likörweinen verwendet, während die Herstellung von trockenen Weinen aus dieser Rebsorte relativ spät begann (z. B. produziert Massandra seit 2015 Kefessija als eigene Marke). In der Regel wird Kefessija in weiteren Cuvées verwendet, wie in trockenen Weinen "Meganome", "Petit Verdot" (Sonnen-Tal), Assemblagen AV Cuvée Pinot Noir/Quefessia/Merlot (Alma-Tal) und Bastardo-Kefesia. 

### Geschmackliche Eigenschaften
- Fruchtnote: Pflaume, Kirsche, schwarze Johannisbeere, Maulbeere
- Pflanzliche Note: Veilchen, Hagebutten, Spargel
- Gewürznote: Ingwer, grüne Paprika und Piment
- Die Noten, die nach der Reifung im Fass auftreten, sind Vanille und ein rauchiger Anklang